# アストンマーティン・ヴァルハラ
アストンマーティン・ヴァルハラ（Aston Martin Valhalla）は、イギリスの自動車メーカーであるアストンマーティンとレッドブル・レーシングとの共同開発された世界限定999台で販売されているスーパーカーである。

## 概要
この車は、アストンマーティンとレッドブルレーシングのコラボレーションにより実現した車である。
ヴァルハラという名前の由来は、アストンマーティンの伝統である「V」の文字で始まる。また、ヴァルキリーと同じように、「ヴァルハラ」という名前も北欧神話に由来している。